# Eudesmia ruficollis
Eudesmia ruficollis är en fjärilsart som beskrevs av Donovan 1798. Eudesmia ruficollis ingår i släktet Eudesmia och familjen björnspinnare. Inga underarter finns listade i Catalogue of Life.